# Asparagus oligoclonos
Asparagus oligoclonos là một loài thực vật có hoa trong họ Măng tây. Loài này được Maxim. mô tả khoa học đầu tiên năm 1859.